# Dino Jelusić
Dino Jelusić (Požega, 4 giugno 1992) è un cantante croato.
È stato il primo vincitore del Junior Eurovision Song Contest, tenutosi a Copenaghen il 15 novembre 2003.

## Biografia
Nato a Požega (Croazia) da Dario e Sandra Jelusić, ha una sorella, Lorena, che ha partecipato al Junior Eurovision Song Contest 2005 con la canzone Rock Baby, con cui arriva al 16º posto guadagnando 13 punti. Vive attualmente a Zagabria.

### Carriera
Partecipa al Junior Eurovision Song Contest 2003 cantando Ti si moja Prva ljubav (Tu sei il mio primo amore), ottenendo 134 punti e vincendolo. La versione inglese della canzone si intitola You Are My One and Only. La performance di Dino include il pianoforte, cantare e danzare. Divenne famoso per il suo primo album chiamato No. 1,un grande successo nel suo paese d'origine, ed è molto popolare tra i giovani in Europa.
Dino, iniziò a cantare fin da quando era molto giovane, cominciò a frequentare varie audizioni da quando aveva cinque anni, apparve in molti festival a partire dal 1998. La svolta però, avvenne con la sua apparizione nella emittente televisiva croata Turbo Limache, in un programma dedicato ai bambini conosciuto come "LIMAC" (nel gergo dei giovani di Zagabria Mali), quando aveva circa 7 anni. Oltre alla sua città Natìa Croazia, ha viaggiato in molte altre città come Il Cairo (Egitto), Foz (Portogallo), Alicante (Spagna), Bucarest (Romania), Rimini (Italia) e Kaunas (Lituania) prima di andare a Copenaghen. Dino è apparso anche nelle radio e emittenti televisive croate come ospite speciale per le stazioni popolari. Il suo primo concerto è stato tenuto nello Stadio Šalata a Zagabria nel settembre 2004, con un'affluenza di circa 6.000 fans. Nei primi mesi del 2005 è andato in un tour in varie città australiane come Adelaide, Canberra, Sydney e Brisbane.
Nel giugno 2005 Dino è stato invitato al Festival della Musica Langeland in Danimarca, lo stesso paese dove 2 anni prima ha precedentemente vinto il Junior Eurovision Song Contest. Dopo una pausa, nel 2008 esce il suo nuovo singolo chiamato "Malena" dall'album "CMC 08" Croatian Music Channel (Croatian Music Channel). Prende parte al CMC Festival (Croatian music channel festival) con la sua nuova band, nel 2009 ha iniziato a incidere un nuovo album a Melbourne con l'ex produttore di Joan Jett, David Bowie, Toto e Paul McCartney, Mark Berry, l'album viene messo in commercio ad agosto nell'iTunes Store con il nome di Living my own life, che riflette il lavoro dell'artista e il nuovo stile nelle loro canzoni. Sempre nel 2011 Dino ha recitato nella famosa opera Carmen con la sua accademia, e oltre alla sua carriera solista ha un progetto metal con Under Nihilo, dalla Croazia, e stanno lavorando al loro primo EP chiamato "Made Of Scars".Dino esegue anche concerti acustici con Ivan Ivankovic, il chitarrista della Rock band Croata "Cota G4".
Dino preferisce lo stile rock, è influenzato da molti artisti e band degli anni '80 come Whitesnake, Dream Theater, Toto, Gotthard, Jorn, Steelheart, Alice in Chains, Pantera, Bon Jovi, Europe, Aerosmith, da band rock moderno come Nickelback Shinedown Daughtry, tra gli altri e da artisti pop quali Billy Joel, Elton John, Eagles e i Chicago.
Dal 2012 fa parte di un progetto internazionale nel Sudafrica chiamato Synkropation. L'album concepito è stato fatto in collaborazione con vari artisti come Dilana Smith (che ha lavorato con Gilby Clarke, Tommy Lee, Dave Navarro, Jason Newsted), Mandoza (Rapper famoso in Africa), Alter Irving, Yvette Barnyard (cantante), Wake to Wonder (Band Rock alternativo) e Dino. L'album è uscito nel 2013, e Dino lavora anche per il suo album da solista, che sarà più sul genere Hard'n'heavy, e assieme ad un progetto parallelo che sarà più metal progressivo. Si possono trovare alcuni brani già online tratti dal prossimo come per esempio I'm Hoping, Walk on the other side e Drowing me slowly.
Attualmente canta in una tribute band dedicata agli Iron Maiden chiamata Made in iron, e fa anche parte dei M.U.D, una band progressiva/heavy metal dalla Zagabria.
Dal 2018 fa parte del gruppo Rock/Heavy/Progressive Metal Animal Drive che hanno un contratto con i Frontiers Records e hanno debuttato nel 2018 con il loro primo album Bite!

## Discografia

### Album

#### Solista
- 2004 - No.1
- 2011 - Living my own life
- 2014 - Prosao sam sve

#### Con vari artisti
- 2016: Jeff Scott Soto - Give in to me - single (backing vocals)
- 2017: The Ralph - Enter Escape
- 2017: Chaos Addict - Sacrament of hope (guest vocals)
- 2018: Stone Leaders - DV84U4IA

#### Con gli Animal Drive
- 2018 - Bite!

### Singoli
- 2003 - Ti si moja prva ljubav
- 2004 - You are my one and only
- 2004 - U ime ljubavi
- 2004 - Love is all we need
- 2004 - Moj život je rock'n roll
- 2004 - My life is rock'n roll
- 2008 - Malena
- 2010 - Tren
- 2010 - Rain
- 2011 - Samo za nju
- 2011 - Prosao sam sve
- 2011 - I'm not getting over you
- 2013: Sjaj u očima
- 2013: Ovo je moj svijet/Livin my own life
- 2013: Prošao sam sve/I survived (260 days)
- 2013: Grad Heroja
- 2014: Otkazani let
- 2014: Walk on the Otherside (In Uscita)
- 2014: Bad to the Bone (In uscita)